# Metalinhomoeus filiformis
Metalinhomoeus filiformis är en rundmaskart som först beskrevs av De Man 1907.  Metalinhomoeus filiformis ingår i släktet Metalinhomoeus och familjen Linhomoeidae. Arten är reproducerande i Sverige. Inga underarter finns listade i Catalogue of Life.